# Connell (Washington)
Pour les articles homonymes, voir Connell.
Connell est une ville du Comté de Franklin dans l'état de Washington.
Sa population était de 5 441 habitants en 2020.
La prison de Coyote Ridge Corrections Center, la plus grande de l'état, se trouve sur le territoire de Connell.